# 西淀川公害訴訟

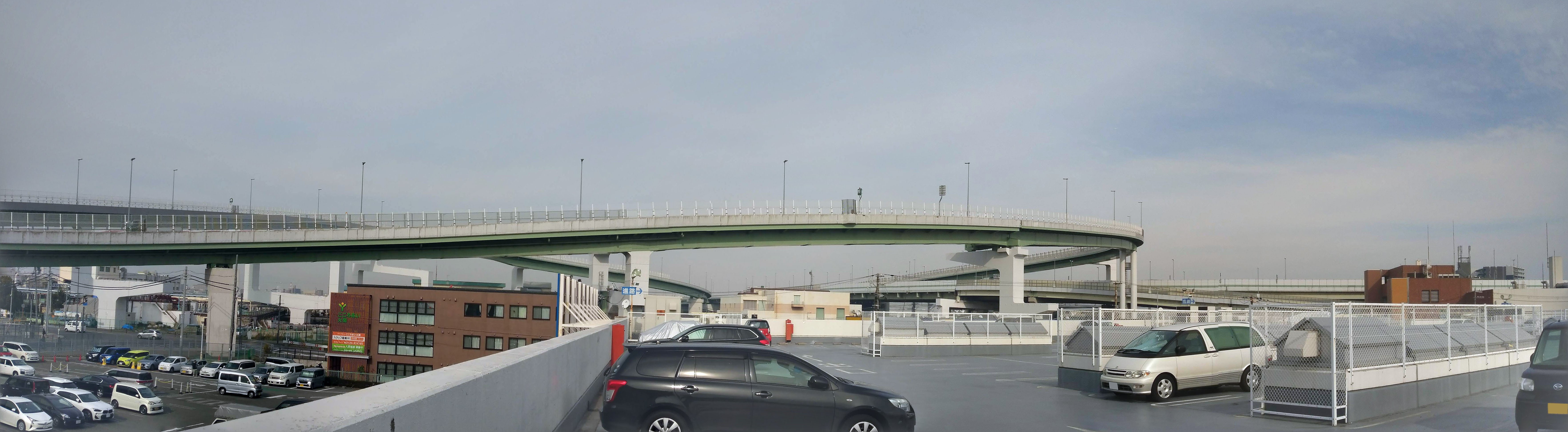
阪神高速道路

西淀川公害訴訟（にしよどがわこうがいそしょう）は1978年（昭和53年）に阪神工業地帯の主要企業10社と国、阪神高速道路公団を被告に、環境基準を超える大気汚染物質の排出差し止めと損害賠償を求めて第一次訴訟が提訴され、その後二～四次まで合計726人が原告となった大規模裁判である。
硫黄酸化物の排出原因者である企業に加えて、当時、自動車交通量の増加にともなって深刻化していた自動車排気ガスによる大気汚染をも視野に入れた訴訟であった点が特徴的である。

## 公害の発生
1930年代以降、日本が重化学工業化する中で、大阪市西淀川区は隣り合う兵庫県尼崎市、大阪市此花区などと並んで産業の中心となった。尼崎市や此花区には大工場が多かったのに対して、西淀川区は中小工場が比較的多く立地していた。高度経済成長期にかけて、阪神地区をつなぐ国道や高速道路が建設された。その結果、大気汚染、水質汚濁、土壌汚染、騒音・振動、地盤沈下など、あらゆる公害が発生することになった。
特に1960年ごろからは尼崎市や此花区などの大工場で重油などを燃やす時に発生する硫黄酸化物(SOx)や窒素酸化物(NOx)が西淀川区に飛散し(もらい公害)、区内の工場排煙と合わさって深刻な被害をもたらした。さらに、大型ディーゼル車などの排気ガスに含まれる窒素酸化物(NOx)や浮遊粒子状物質(SPM)による汚染も合わさり、西淀川の公害は「複合大気汚染」といわれる。これらの汚染がぜん息などの健康被害を引き起こした。
1970年に西淀川が公害地域に指定されたことで、西淀川の企業も対策に乗り出した。大阪市は1970年から西淀川区公害特別機動隊を派遣し、その結果、硫黄酸化物の年間平均値は1969年が0.083ppmだったが、1971年には0.051ppmまで改善した。西淀川工業協会は1973年、患者救済のために、西淀川区の企業101社から総額3億円にのぼる拠出金（汚染付加量賦課金）を集めて、大阪市に寄付した。これを財源として大阪市は「公害被害者の救済に関する規則」を制定し、西淀川区の公害患者に生活費を給付した。これらは1973年に公害健康被害補償法ができる間までのつなぎの役割を果たした。

## 裁判の経過
1975年、大阪弁護士会公害対策委員会が｢大気汚染―大阪西淀川における実態調査報告｣を作成し、西淀川公害の法的責任追及の可能性を示唆した。その報告を受けて1978年4月20日に大阪地裁に一次訴訟（112名）が提訴された。被告は合同製鐵、古河機械金属、中山鋼業、関西電力、旭硝子、関西熱化学、住友金属工業、神戸製鋼所、大阪ガス、日本硝子ら企業10社と国・阪神高速道路公団で、原告側の要求は損害賠償（被害救済）と大気汚染物質（二酸化硫黄・二酸化窒素・浮遊粒子状物質）の環境基準以下への排出差止であった。
一次訴訟に続いて、1984年7月7日に二次訴訟（470名）、1985年5月15日に三次訴訟（143名）、1992年4月30日には四次訴訟（1名）が提訴された。二次訴訟と三次訴訟は、公害健康被害補償法第一種公害指定地域（大気汚染）解除の動きに反対する運動の一環としての提訴であった。

## 和解
一次訴訟地裁判決は、1991年3月29日に行われ、被告企業の共同不法行為と、公害健康被害補償法の不備が認められ、賠償を勝ち取るものの、公害の原因として自動車排ガスである二酸化窒素と、差止請求については認められなかった。被告企業とはその後、1995年3月2日に和解が成立し、解決金の一部を地域再生に使うということで合意された。その解決金の一部によって財団法人公害地域再生センター（あおぞら財団　2011年公益法人化）が設立された。
二次訴訟地裁判決は、1995年7月5日に下された。この判決では国・公団の道路設置管理の責任が認められ、損害賠償を命じられたが、差止請求については棄却された。
1996年7月22日に一次訴訟控訴審が再開、続いて12月5日に二～四次控訴審が開始し、裁判から国・公団との和解への道を模索するとともに、あおぞら財団の道路政策提言からも和解へのアプローチが行われ、1998年7月29日に国・公団との和解が成立した。和解内容は、沿道環境の改善とともに、新しい施策への取り組みや、「西淀川地区沿道環境に関する連絡会」の設置を国と公団に約束させた。
原告団は、公害の原因の一つとされた国道43号について、時間帯を区切る形での罰則付きでの大型車規制を盛り込んだルールの制定を求めていたが、同訴訟の和解内容に盛り込まれていなかったことや、原告の高齢化などの事情で断念し、「環境レーン」を設ける形で、罰則無しでの規制を実施することになった。